# Borgvattnets distrikt
Borgvattnets distrikt är ett distrikt i Ragunda kommun och Jämtlands län. Distriktet ligger omkring Borgvattnet i östra Jämtland och är landskapets befolkningsmässigt näst minsta distrikt efter Norderö distrikt.
En mindre del av distriktet (området kring Björkhöjden och Björkvattnet) ligger i Ångermanland.

## Tidigare administrativ tillhörighet
Distriktet inrättades 2016 och utgörs av Borgvattnets socken i Ragunda kommun.
Området motsvarar den omfattning Borgvattnets församling hade 1999/2000.

## Tätorter och småorter
I Borgvattnets distrikt finns inga tätorter eller småorter.